# 鄭寅承
鄭 寅承（チョン・インスン、てい・いんしょう、朝鮮語: 정인승、1897年 - 1986年7月7日）は、大韓民国の独立運動家、国語学者。本貫は東萊。
号は健斎（コンジェ）。

## 生涯
全羅北道長水郡に生まれた。1921年に延世大学校に入学、1925年延世専門学校文科を卒業した。アメリカ行きを希望したが、家人の反対により、国内で活動して全北高敞普通学校の英語教師になり、1935年8月31日に辞職した。1935年9月、ソウルに上京し、敦岩洞に牧場を構えて、羊を飼育し、崔鉉培に会って 朝鮮語学会で活動して国語辞典編纂事業に参加し、1942年10月から光復時まで獄苦を経験した。光復後は全北大学校、中央大学校、建国大学校で教授を歴任した。全北大学校では総長を務めた。
1962年に建国勲章独立章、1970年に国民勲章牡丹章を受賞した。

## その他
鄭寅承一代記を扱った彼の外従孫イ・ミハンのエッセイが発表され、 2005年に故郷の全羅北道長水郡に鄭寅承先生記念館が開館した。

## 家族
- 1男（養子） 3女である。[2]